# ロイ・ネルソン
ロイ・ネルソン（Roy Nelson、1976年6月20日 - ）は、アメリカ合衆国の男性総合格闘家。ネバダ州ラスベガス出身。エクストリーム・クートゥア所属。元IFL世界ヘビー級王者。TUF 10王者。

## 来歴
15歳の時に少林拳を始めた。シマロン・メモリアル高校時代は、レスリング、アメリカンフットボール、野球で活躍。卒業後は補欠教員として働きながら、ジョン・ルイスの下でブラジリアン柔術を学んだ。
2003年11月15日、グラップリング大会「グラップラーズ・クエスト」の無差別級トーナメントに出場。1回戦でフランク・ミアと対戦し、ポイント勝ち。準決勝でブランドン・ヴェラと対戦し、膝十字固めで一本勝ち。決勝でディエゴ・サンチェスと対戦し、ポイント勝ちを収め優勝を果たした。
2004年4月17日、Rage on the Riverのヘビー級トーナメントで総合格闘技デビューし優勝を果たした。

### IFL
2007年からはIFLに参戦。12月29日、アントワーヌ・ジャウジとのヘビー級グランプリ決勝に挑み、2ラウンド開始直後の右ストレートでダウンを奪い、パウンドでKO勝ちを収めグランプリ優勝を果たし、世界ヘビー級王座に認定された。その後はファビアーノ・シェルナー、ブラッド・アイムスを相手に同王座を2度防衛したが、2008年7月をもってIFLは活動停止した。
2009年8月、ヘンゾ・グレイシーからブラジリアン柔術黒帯を授与された。

### TUF
2009年、リアリティ番組「The Ultimate Fighter」のシーズン10に参加。シーズンではラシャド・エヴァンス率いるチーム・ラシャドに5位指名で所属した。
トーナメントでは1回戦でチーム・ランペイジのキンボ・スライスと対戦し、サイドポジションからのパウンドでTKO勝ちを収めた。2回戦ではチームメイトのジャスティン・レンに2-1の判定勝ち、準決勝では同じくチームメイトのジェームス・マクスウィーニーにTKO勝ちを収め、決勝進出を果たした。
2009年12月5日、The Ultimate Fighter: Heavyweights Finaleでチームメイトであるブレンダン・ショーブと対戦し、右ストレートでKO勝ち。シーズン優勝を果たすとともに、UFCとの正式契約を獲得した。また、この試合でノックアウト・オブ・ザ・ナイトを受賞した。

### UFC
2010年3月31日、UFC Fight Night: Florian vs. Gomiでステファン・ストルーフェと対戦。開始直後に右フックでダウンを奪い、パウンドでTKO勝ち。2試合連続のノックアウト・オブ・ザ・ナイトを受賞した。
2010年8月7日、UFC 117でジュニオール・ドス・サントスと対戦し、アッパーでダウンを奪われるなど圧倒され、0-3の判定負けを喫した。
2011年1月1日、UFC 125でシェイン・カーウィンと対戦予定であったが、カーウィンの負傷により試合が消滅した。
2011年10月29日、UFC 137でミルコ・クロコップと対戦し、打撃で攻め込まれるシーンも見られたが、グラウンドの展開でミルコを削り、最後は3RにバックマウントからのパウンドでTKO勝ちを収めた。
2012年2月4日、UFC 143でファブリシオ・ヴェウドゥムと対戦し、ファブリシオの首相撲の膝蹴りや打撃戦で押し切られ0-3の判定負け。敗れはしたものの、ファイト・オブ・ザ・ナイトを受賞した。
2012年5月26日、UFC 146でデイブ・ハーマンと対戦し、右フックでKO勝ち。ノックアウト・オブ・ザ・ナイトを受賞した。元々はアントニオ・シウバとの対戦であったが、欠場者が出たためカードが変わり、急遽出場したハーマンとの対戦であった。
2012年9月、The Ultimate Fighter シーズン16でコーチ役を務めた。2012年12月15日にはThe Ultimate Fighter 16 Finaleでマット・ミトリオンと対戦し、右フックでダウンを奪いパウンドで1RTKO勝ち。当初はシェイン・カーウィンとコーチ対決を行う予定だったが、カーウィンが負傷欠場したため、代役として出場したミトリオンとの対戦であった。
2013年4月26日、UFC 159でシーク・コンゴと対戦し、右フックでKO勝ち。ノックアウト・オブ・ザ・ナイトを受賞した。
2013年6月15日、UFC 161でスティーペ・ミオシッチと対戦。ミオシッチの打撃に終始翻弄され、0-3の判定負け。
2013年10月19日、UFC 166でヘビー級ランキング2位のダニエル・コーミエと対戦。コーミエのスピーディーな打撃とテイクダウンを前に終始圧倒され、0-3の判定負け。
2014年4月11日、UFC Fight Night: Nogueira vs. Nelsonでヘビー級ランキング11位のアントニオ・ホドリゴ・ノゲイラと対戦。開始直後から右フックを連続でヒットさせ続け、最後は右フックでKO勝ち。パフォーマンス・オブ・ザ・ナイトを受賞した。
2014年9月20日、日本で開催されたUFC Fight Night: Hunt vs. Nelsonでヘビー級ランキング6位のマーク・ハントと対戦し、2Rに右アッパーでKO負け。
2015年3月15日、UFC 185でヘビー級ランキング9位のアリスター・オーフレイムと対戦し、アリスターの堅実な攻めで着実にポイントを重ねられ、0-3の判定負け。
2015年9月27日、日本で開催されたUFC Fight Night: Barnett vs. Nelsonでヘビー級ランキング8位のジョシュ・バーネットと対戦。1Rは優勢だったが、膝蹴りやパンチ連打などで巻き返され、0-3の判定負け。
2016年2月6日、UFC Fight Night 82でヘビー級ランキング12位のジャレッド・ロショルトと対戦し、3-0の判定勝ちを収め、連敗を3でストップした。
2016年7月7日、UFC Fight Night: dos Anjos vs. Alvarezでヘビー級ランキング12位のデリック・ルイスと対戦し、1-2の判定負け。
2016年9月24日、UFC Fight Night: Cyborg vs. Lansbergでヘビー級ランキング15位のアントニオ・シウバと対戦し、KO勝ち。試合直後にレフェリーの"ビッグ"ジョン・マッカーシーが試合を止めるのが遅かったという理由で蹴りを入れたため、9か月の出場停止と2万4000ドルの罰金を科された。
2017年4月15日、UFC on FOX 24でヘビー級ランキング11位のアレキサンダー・ヴォルコフと対戦し、0-3の判定負け。この試合でUFCとの契約が満了し、Bellatorへ移籍した。

### Bellator
2017年9月23日、Bellator初戦となったBellator183にてハビー・アヤラと対戦。打撃で押される場面もあったが、テイクダウンを奪いグラウンドで試合を優勢に進め3-0判定勝ち。
2018年2月16日、Bellator 194のBellatorヘビー級ワールドグランプリ1回戦でマット・ミトリオンと対戦し、0-2の判定負けを喫した。 
2019年2月16日、Bellator 216でミルコ・クロコップと約7年4カ月ぶりに再戦し、0-3の判定負け。リベンジを許した。
2019年10月25日、Bellator 231でフランク・ミアと約8年5カ月ぶりに再戦。ローキックを何度も効かされ0-3の判定負け。
2020年8月21日、 Bellator 244: Bader vs. Nemkovで、ワレンティン・モルダフスキーと対戦し、0-3の判定負け。

## 戦績

### 総合格闘技
| 総合格闘技 戦績 | 総合格闘技 戦績 | 総合格闘技 戦績 | 総合格闘技 戦績 | 総合格闘技 戦績 | 総合格闘技 戦績 | 総合格闘技 戦績 |
| --------------- | --------------- | --------------- | --------------- | --------------- | --------------- | --------------- |
| 42 試合         | (T)KO           | 一本            | 判定            | その他          | 引き分け        | 無効試合        |
| 23 勝           | 15              | 4               | 4               | 0               | 0               | 0               |
| 19 敗           | 3               | 0               | 16              | 0               | 0               | 0               |

| 勝敗 | 対戦相手                       | 試合結果                            | 大会名                                                                          | 開催年月日     |
| ×    | ワレンティン・モルダフスキー   | 5分3R終了 判定0-3                   | Bellator 244: Bader vs. Nemkov                                                  | 2020年8月21日  |
| ×    | フランク・ミア                 | 5分3R終了 判定0-3                   | Bellator 231: Mir vs. Nelson 2                                                  | 2019年10月25日 |
| ×    | ミルコ・クロコップ             | 5分3R終了 判定0-3                   | Bellator 216: MVP vs. Daley                                                     | 2019年2月16日  |
| ×    | セルゲイ・ハリトーノフ         | 1R 4:59 TKO（打撃）                 | Bellator 207: Mitrione vs. Bader                                                | 2018年10月12日 |
| ×    | マット・ミトリオン             | 5分3R終了 判定0-2                   | Bellator 194: Mitrione vs. Nelson 2 【Bellatorヘビー級ワールドグランプリ1回戦】 | 2018年2月16日  |
| ○    | ハビー・アヤラ                 | 5分3R終了 判定3-0                   | Bellator 183: Henderson vs. Pitbull                                             | 2017年9月23日  |
| ×    | アレキサンダー・ヴォルコフ     | 5分3R終了 判定3-0                   | UFC on FOX 24: Johnson vs. Reis                                                 | 2017年4月15日  |
| ○    | アントニオ・シウバ             | 2R 4:10 TKO（右アッパー→パウンド）  | UFC Fight Night: Cyborg vs. Lansberg                                            | 2016年9月24日  |
| ×    | デリック・ルイス               | 5分3R終了 判定1-2                   | UFC Fight Night: dos Anjos vs. Alvarez                                          | 2016年7月7日   |
| ○    | ジャレッド・ロショルト         | 5分3R終了 判定3-0                   | UFC Fight Night: Hendricks vs. Thompson                                         | 2016年2月6日   |
| ×    | ジョシュ・バーネット           | 5分5R終了 判定0-3                   | UFC Fight Night: Barnett vs. Nelson                                             | 2015年9月27日  |
| ×    | アリスター・オーフレイム       | 5分3R終了 判定0-3                   | UFC 185: Pettis vs. dos Anjos                                                   | 2015年3月14日  |
| ×    | マーク・ハント                 | 2R 3:00 KO（右アッパー）            | UFC Fight Night: Hunt vs. Nelson                                                | 2014年9月20日  |
| ○    | アントニオ・ホドリゴ・ノゲイラ | 1R 3:37 KO（右フック）              | UFC Fight Night: Nogueira vs. Nelson                                            | 2014年4月11日  |
| ×    | ダニエル・コーミエ             | 5分3R終了 判定0-3                   | UFC 166: Velasquez vs. dos Santos 3                                             | 2013年10月19日 |
| ×    | スティーペ・ミオシッチ         | 5分3R終了 判定0-3                   | UFC 161: Evans vs. Henderson                                                    | 2013年6月15日  |
| ○    | シーク・コンゴ                 | 1R 2:03 KO（右フック→パウンド）     | UFC 159: Jones vs. Sonnen                                                       | 2013年4月28日  |
| ○    | マット・ミトリオン             | 1R 2:58 TKO（右フック→パウンド）    | The Ultimate Fighter 16 Finale                                                  | 2012年12月15日 |
| ○    | デイブ・ハーマン               | 1R 0:51 KO（右フック）              | UFC 146: dos Santos vs. Mir                                                     | 2012年5月26日  |
| ×    | ファブリシオ・ヴェウドゥム     | 5分3R終了 判定0-3                   | UFC 143: Diaz vs. Condit                                                        | 2012年2月4日   |
| ○    | ミルコ・クロコップ             | 3R 1:30 TKO（バックマウントパンチ） | UFC 137: Penn vs. Diaz                                                          | 2011年10月29日 |
| ×    | フランク・ミア                 | 5分3R終了 判定0-3                   | UFC 130: Rampage vs. Hamill                                                     | 2011年5月28日  |
| ×    | ジュニオール・ドス・サントス   | 5分3R終了 判定0-3                   | UFC 117: Silva vs. Sonnen                                                       | 2010年8月7日   |
| ○    | ステファン・ストルーフェ       | 1R 0:39 TKO（右フック→パウンド）    | UFC Fight Night: Florian vs. Gomi                                               | 2010年3月31日  |
| ○    | ブレンダン・ショーブ           | 1R 3:45 KO（右ストレート）          | The Ultimate Fighter: Heavyweights Finale 【ヘビー級トーナメント 決勝】         | 2009年12月5日  |
| ×    | ジェフ・モンソン               | 5分3R終了 判定0-3                   | SRP: March Badness                                                              | 2009年3月21日  |
| ×    | アンドレイ・アルロフスキー     | 2R 3:14 KO（右ストレート）          | EliteXC: Heat                                                                   | 2008年10月4日  |
| ○    | ブラッド・アイムス             | 1R 2:55 TKO（右フック→パウンド）    | IFL: Connecticut 【IFL世界ヘビー級タイトルマッチ】                              | 2008年5月16日  |
| ○    | ファビアーノ・シェルナー       | 1R 3:20 TKO（パウンド）             | IFL: Las Vegas 【IFL世界ヘビー級タイトルマッチ】                                | 2008年2月29日  |
| ○    | アントワーヌ・ジャウジ         | 2R 0:22 KO（パウンド）              | IFL: World Grand Prix Finals 【ヘビー級グランプリ 決勝】                        | 2007年12月29日 |
| ○    | ブライアン・ヴェテル           | 3R 1:01 TKO（パウンド）             | IFL: World Grand Prix Semifinals 【ヘビー級グランプリ 準決勝】                  | 2007年11月3日  |
| ○    | シェイン・オット               | 4分3R終了 判定3-0                   | IFL: Las Vegas                                                                  | 2007年6月16日  |
| ×    | ベン・ロズウェル               | 4分3R終了 判定1-2                   | IFL: Moline                                                                     | 2007年4月7日   |
| ○    | マリオ・リナルディ             | 1R 2:38 TKO（パンチ連打）           | BodogFight: Costa Rica Combat                                                   | 2007年2月17日  |
| ○    | ヴィンス・ルセロ               | 1R 1:55 TKO（パンチ連打）           | IFL: Oakland                                                                    | 2007年1月19日  |
| ×    | ジョシュ・カラン               | 5分3R終了 判定0-3                   | BodogFight: Clash of the Nations                                                | 2006年12月16日 |
| ○    | ジェローム・スミス             | 1R 4:13 肩固め                      | FightForce: Butte Brawl 2                                                       | 2006年7月22日  |
| ○    | ジェイソン・ゴドシー           | 1R 4:42 チョークスリーパー          | FightForce: Butte Brawl 1                                                       | 2006年5月6日   |
| ○    | ミハイル・ブコビッチ           | 1R 0:56 チョークスリーパー          | WEF 17                                                                          | 2006年4月1日   |
| ○    | レイ・セレイル                 | 2R ギブアップ（パンチ連打）         | PXC 3: Return of the Enforcer                                                   | 2004年8月28日  |
| ○    | ジェリー・ウルバノヴィチ       | 3分3R終了 判定2-1                   | Rage on the River 【ヘビー級トーナメント 決勝】                                 | 2004年4月17日  |
| ○    | ボー・キャントレル             | 3R 2:52 ハンマーロック              | Rage on the River 【ヘビー級トーナメント 1回戦】                                | 2004年4月17日  |

### 総合格闘技エキシビション
| 勝敗 | 対戦相手                     | 試合結果                | 大会名                             | 開催年月日    |
| ○    | ジェイムス・マクスウィーニー | 1R 4:13 TKO（パウンド） | The Ultimate Fighter: Heavyweights | 2009年7月8日  |
| ○    | ジャスティン・レン           | 5分2R終了 判定2-0       | The Ultimate Fighter: Heavyweights | 2009年6月29日 |
| ○    | キンボ・スライス             | 2R 2:01 TKO（パウンド） | The Ultimate Fighter: Heavyweights | 2009年6月10日 |

### グラップリング
| 勝敗 | 対戦相手                     | 試合結果     | 大会名                                                   | 開催年月日     |
| ○    | ディエゴ・サンチェス         | ポイント19-2 | グラップラーズ・クエスト 【無差別級トーナメント 決勝】   | 2003年11月15日 |
| ○    | ブランドン・ヴェラ           | 膝十字固め   | グラップラーズ・クエスト 【無差別級トーナメント 準決勝】 | 2003年11月15日 |
| ○    | フランク・ミア               | ポイント15-2 | グラップラーズ・クエスト 【無差別級トーナメント 1回戦】  | 2003年11月15日 |
| ×    | マイク・ヴァン・アースデイル |              | ADCC 2003 【99kg超級 準々決勝】                          | 2003年5月17日  |
| ○    | ソア・パラレイ               |              | ADCC 2003 【99kg超級 1回戦】                             | 2003年5月17日  |

## 獲得タイトル
- グラップラーズ・クエスト無差別級トーナメント 優勝（2003年）
- Rage on the Riverヘビー級トーナメント 優勝（2004年）
- IFLヘビー級グランプリ 優勝（2007年）
- 初代IFL世界ヘビー級王座（2007年）
- The Ultimate Fighter 10 ヘビー級トーナメント 優勝（2009年）

## 表彰
- ブラジリアン柔術 黒帯
- ロイ・カン・ドー 黒帯
- UFC ファイト・オブ・ザ・ナイト（1回）
- UFC ノックアウト・オブ・ザ・ナイト（4回）
- UFC パフォーマンス・オブ・ザ・ナイト（1回）

## ファイトスタイル
ヘビー級としては低身長ながらも、アンコ型の体型を生かしたパワフルな打撃が得意で、特に右のオーバーハンドで幾多の相手をKOしている。また、離れ際やカウンターのアッパーなど細かいボクシングも得意である。ディフェンス技術に関しては、打撃を被弾するシーンは多くみられるものの、高い攻撃力を誇るファイターの打撃ですらKOに至らないほどの見かけ通りの打たれ強さを誇る。またグラウンドの攻防も優れており、今までに一本負けは一度もない。

## 人物・エピソード
- 既婚者。妻でマネージャーのジェシーと、息子のジャクソン（2013年生まれ）がいる。
- 勝利した際にはお腹を撫でるパフォーマンスをする。
- UFC Fight Night: Barnett vs. Nelsonにて記者に腹筋について尋ねられた際には「シックスパックのお腹に憧れたこと？ 考えたこともないね。神からもらった身体なので、私は今の体型のままやっていくよ」と返答した。
- カンフーのトレーニングを始めた理由については映画カラテ・キッドに影響された為だという。

## 出演
- キックボクサー ザ・リベンジ（英語版）（2018年）